# Municipio de Redmond
El municipio de Redmond (en inglés: Redmond Township) es un municipio ubicado en el condado de Mountrail en el estado estadounidense de Dakota del Norte. En el año 2010 tenía una población de 4 habitantes y una densidad poblacional de 0,04 personas por km².

## Geografía
El municipio de Redmond se encuentra ubicado en las coordenadas 48°24′59″N 102°10′35″O / 48.41639, -102.17639. Según la Oficina del Censo de los Estados Unidos, el municipio tiene una superficie total de 93.18 km², de la cual 86,83 km² corresponden a tierra firme y (6,81 %) 6,34 km² es agua.

## Demografía
Según el censo de 2010, había 4 personas residiendo en el municipio de Redmond. La densidad de población era de 0,04 hab./km². De los 4 habitantes, el municipio de Redmond estaba compuesto por el 100 % blancos. Del total de la población el 0 % eran hispanos o latinos de cualquier raza.